# Posttog
Posttog var tidligere den mest almindelige måde at transportere post over længere afstande. Disse tog var ofte meget lange, og afgik enten sent om aftenen, eller tidligt om morgenen. En del af posttoget kunne være særlige postvogne hvor postarbejdere sorterede posten under kørslen. Den slags specielle jernbanevogne kaldes postbureauvogne.
I Danmark blev postbureauvognene udfastet ved Storebæltsforbindelsens åbning i 1997. Bureauvognene blev afløst af godsvogne af litra Habins-y, der kunne klare op til 140 km/t. Disse vogne var uden betjening, og man kunne vel egentlig bare betegne togene med disse vogne, som værende godstog der førte post mellem landsdelene. Brugen af posttog i Danmark ophørte i 2001, hvor det sidste posttog kørte fra Københavns Pakkecenter i Brøndby. Posttogenes rolle er efterfølgende overtaget af lastbiler.